# 안동소주
안동소주(安東燒酒)는 경상북도 안동에서 전승되어온 민속주로 증류식 소주이다.

## 개요
안동소주는 안동지방의 이름난 집에서 전수되어 오던 증류식 소주로, 일반 백성들은 안동소주를 상처, 배앓이, 식욕부진, 소화불량 등에 구급처방으로 활용하기도 했다고 한다.
만드는 방법은 쌀, 보리, 조, 수수, 콩 등 다섯가지 곡물을 물에 불린 후 시루에 쪄서 여기에다 누룩을 섞어 10일가량 발효시켜 진술을 만든다. 이 진술을 솥에 담고 그 위에 소주고리를 얹어 불을 지피면 진술이 증류되어 소주가 만들어진다. 목성산의 맑은 물이 좋아 이곳에서 생산되는 안동소주는 그 맛과 향이 뛰어나다.
안동소주는 가양주로 전승되어 오다 1920년 안동시에 공장을 세워 '제비원소주'라는 상표로 상품화되었다가 1962년 주세법 개정으로 순곡소주 생산이 금지되어 생산이 중단되었다. 그뒤 1987년에 와서 안동소주 제조비법이 무형문화재로 지정되고 조옥화씨가 기능보유자로 인정되면서 1990년 민속주로 생산과 판매가 다시 이루어졌다.

## 양조법
안동소주를 만드는 법은 故 조옥화(식품 명인 제20호)와 박재서(식품 명인 제6호)가 만드는 두 가지 방법이 전승되고 있다.

### 조옥화의 방식
1. 누룩만들기 : 누룩을 만드는 과정은 생밀을 씻어 말린 다음 적당히 파쇄한 밀에 물을 넣어 손으로 버물려 골고루 혼합한다. 그런 다음 원형의 누룩 틀에 모시 보자기를 깔고 혼합된 재료 일정량을 넣고 보를 덮고, 그 위에 별도의 보를 한 장 얹어 발로 다시 뒤집어 넓적하게 성형한다. 누룩 틀에서 누륵을 꺼내어 20일 정도 띄운 다음 콩알 정도 크기로 파쇄한 후 건조시켜서 곡자 냄새가 나지 않도록 하루밤 이슬을 맞힌다.
2. 고두밥만들기 : 고두밥을 만들 때는 쌀을 잘 씻어 물에 불린 후 시루에 찐다. 다찐 고두밥은 매끌매끌 하면서도 끈끈한 윤기가 흐른다. 그 다음 그늘에 멍석을 깔고 고두밥을 넓게 펴서 식힌다.
3. 전술붓기 : 이것이 다 준비되었으면 방냉한 고두밥과 분쇄된 누룩을 손으로 버무려가면 서 적량의 물을 가해 혼합 시킨 후 술독에 넣고, 약 15일간 이상 자연 숙성시 킨다. 숙성이 끝난 술독을 열어 보면 노릿끼하고 감칠맛 나는 전술이 된다.
4. 소주내리기 : 발효된 전술을 솥에 넣고 소주고리와 냉각기를 전술을 넣은 솥 위에 얹은 후 증기가 새어 나가지 않도록 솥과 소주고리, 소주고리와 냉각기 닿은 부분에 시루뻔을 바른다. 불을 지펴서 열을 가하면 전술이 증발되며, 소주고리 위에 얹은 냉각기의 차가운 물에 의하여 냉각되어 소주고리 관을 통해 증류식 소주가 흘러나오는 것이 증류식 안동소주이다. 처음에는 상당히 높은 정도의 소주가 나오는데 차차 도수가 낮아져 45도에 혀끝 맛으로 가장 좋은 맛과 향이 날 때에 증류를 마친다.

### 박재서의 방식
박재서가 제조하는 안동소주는 쌀로 만든 누룩을 사용하고, 전술을 만들 때 3단 사입을 거쳐서 28일간 술을 빚어 청주를 만든 다음 청주를 중탕 방식으로 증류하여 만드는데, 100일 이상의 정제 과정과 숙성을 거치므로 누룩 냄새 불 냄새가 없는 은은한 곡주향이 나는 부드러운 안동소주가 된다.
3단사입이란 박재서의 안동소주 고유의 방식으로 온도가 유지되도록 발효시키는 것이다.

## 유래

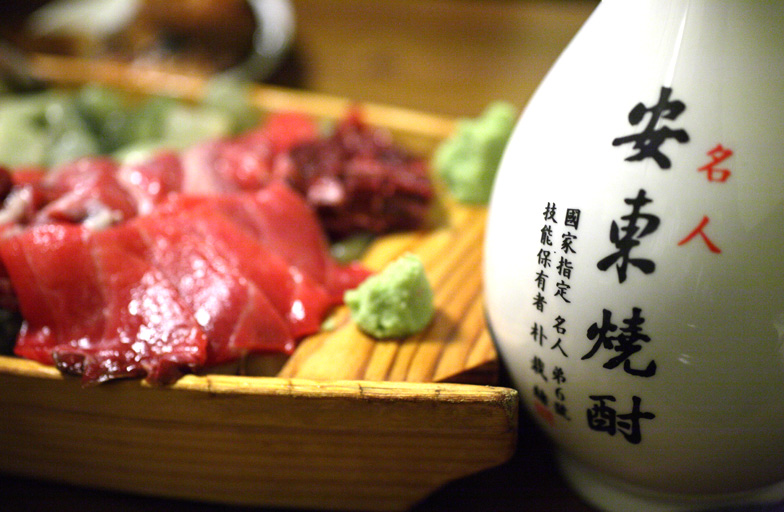
명인박재서안동소주 호리병제품

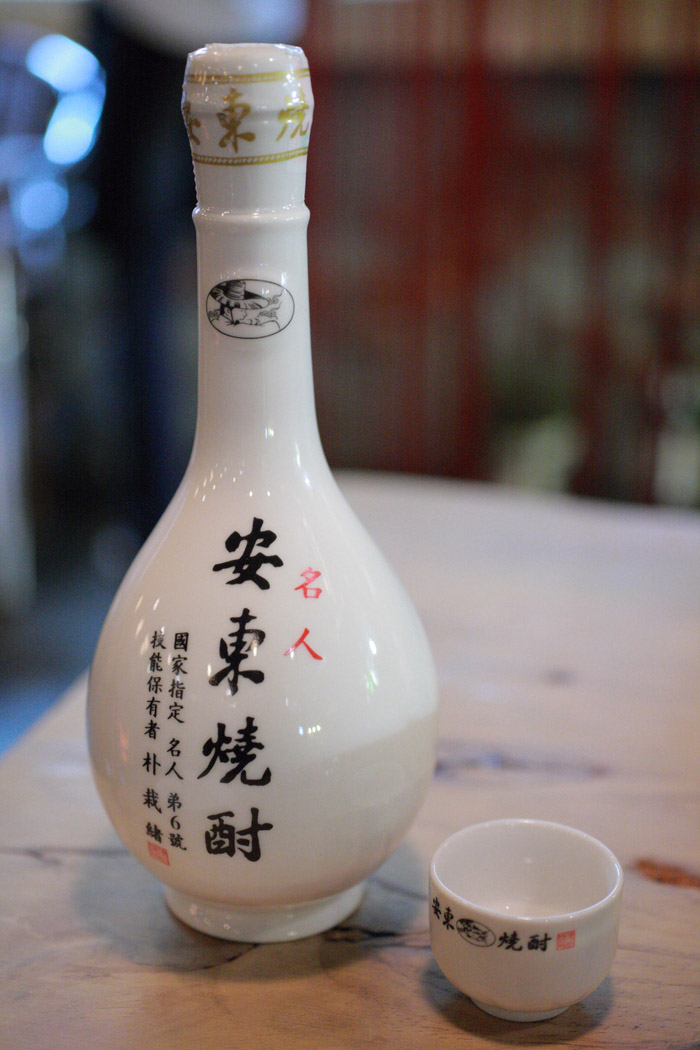
명인박재서안동소주 제품

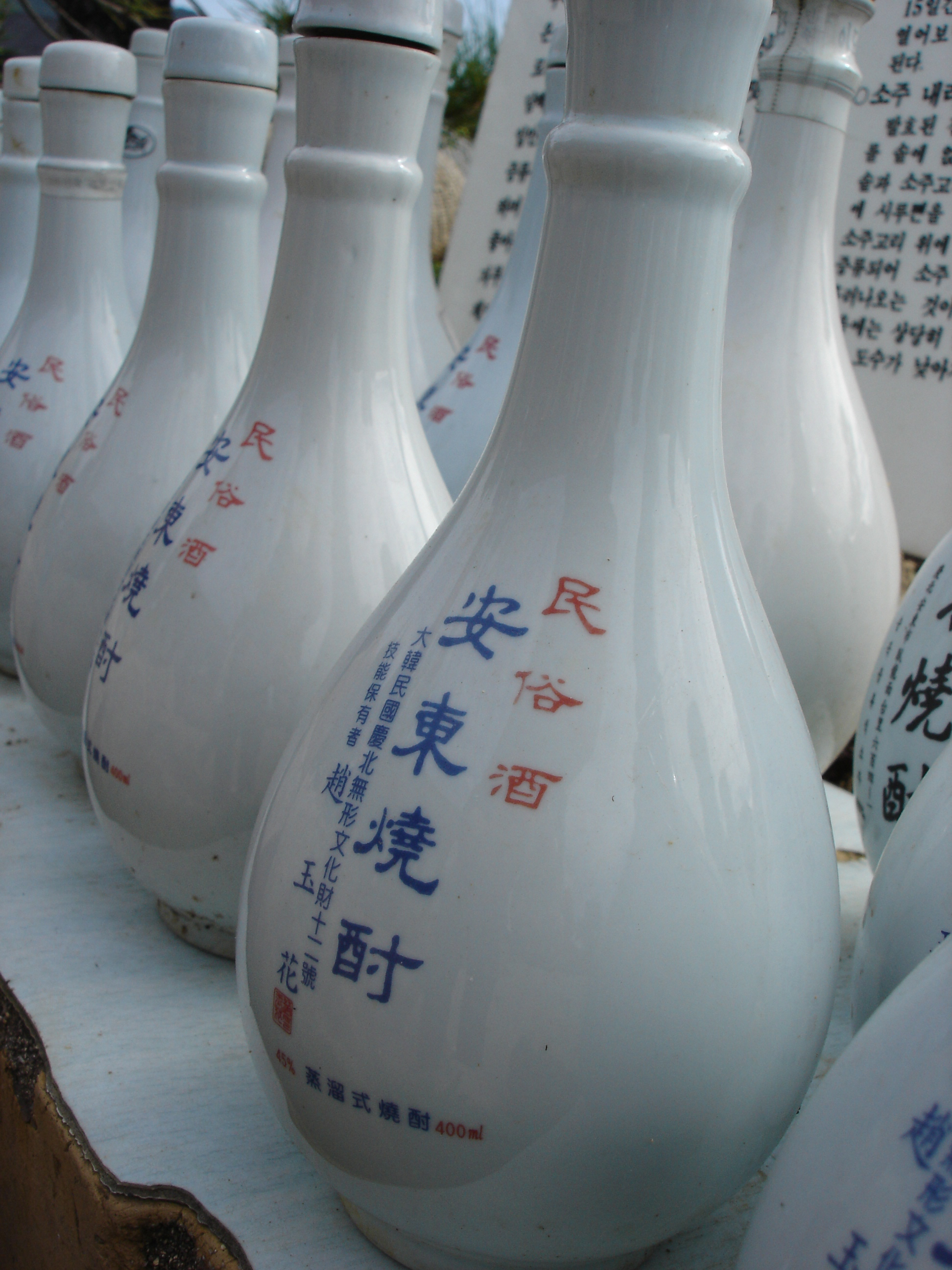
조옥화 안동소주

안동소주는 신라시대부터 그 기원을 잡는다. 증류기술은 아랍지역의 연금술사들에 의해서 발명되었는데, 당시 신라는 아랍과 활발한 중계무역을 벌여왔다. 신라 괘릉에서 출토되는 이국적 용모를 한 무인상과 페르시아 유리잔은 신라와 아랍과의 관계를 증명한다. 이때 페르시아 유리잔과 함께 증류주의 제조법이 전래되어 왔다.또한 중국은 당나라 때부터 증류식 술을 마셔왔다고 하는데, 신라와 당과의 밀접한 관계를 통해 증류식 술이 신라시대부터 마셔왔다는 것을 알 수 있다.
안동소주의 직접적인 기원은 몽골군에 의해 안동에 소주가 전래된 것으로 전해진다. 원간섭기 고려와 원이 연합하여 일본정벌을 하던 때에 특히, 1281년 2차 일본정벌 때 충렬왕이 안동에 행궁을 설치하고 30여일 이상 머문 적이 있다. 이때에 충렬왕은 안동행궁에서 일본정벌에 실패했다는 보고를 받고, 원나라에 장수를 파견하여 이 사실을 보고하도록 하였다. 이때 퇴각하던 원나라 군사도 안동을 경유하여 돌아갔다. 따라서 안동지역소주는 충렬왕이 안동에 머물던 1281년이었을 것이라 판단된다.

## 보유자
안동소주 기능 보유자는 故 조옥화와 박재서이다. 조옥화만이 1987년 5월 13일 경상북도 무형문화재 제 12호 로 지정돼 있고, 박재서는 전통식품명인 제6호이며, 故 조옥화는 전통식품명인 제20호이다.
경상북도 안동사람들이 천이백년간 즐겨오던 안동소주를 1986년 아시안 게임과 1988년 서울 올림픽을 전후한 정부의 적극적 민속주 발굴에 힘입어 전통을 이어가고있다. 신라시대 이후 안동지방 명가에서 전수되어 오던 안동소주는 조옥화가 전통적인 안동소주 양조비법으로 제조, 전승, 보존하여 1987년 5월 13일 경상북도 무형문화재로 지정받았으며, 2000년 9월 18일 식품명인 제20호로 지정받았다. 현재 안동소주는 며느리 배경화와 아들 김연박에게 전승시킴으로써 그 맥을 계승하고 있다.
또한, 박재서는 안동에서 500여년의 가문 전통의 안동소주 제조비법을 이어온 반남박의 25대손으로 가문정통의 안동소주 양조비법으로 제조, 전승, 보존하여 1995년 7월에 전통식품명인 6호로 지정받았다.
한국에서는 안동소주에 식품명인을 두 명으로 지정하였는데, 조옥화와 박재서의 제조방법과 안동소주의 재료가 서로 많이 달라 두명에게 전통식품명인을 지정하였다.

## 특징
여러 번 되풀이되는 연속 증류방식으로 만들어지면서 불순물이 완벽하게 제거돼 오래 보관할수록 풍미가 더욱 좋아진다. 민속주 안동소주는 45°의 고도주임에도 마신 뒤 향기가 입안에 은은하게 퍼져 입안을 개운하게 해주고 마시고 난 뒤 숙취가 전혀 없다.
한편 식품명인이 두 명이 지정되어 있는 관계로, 제조법도 조옥화와 박재서의 방법 두가지로 나뉜다. 조옥화가 만드는 안동소주는 전통성 유지를 위해 오직 45° 안동소주만 생산하는 것에 반해, 박재서가 만드는 안동소주는 다양한 소비자 층 형성을 위해 45°제품뿐만 아니라 35°, 22°, 19°의 소주를 생산한다.

## 역사
조선명인전에는 연산군때 안동으로 귀양왔던 농암 이현보가 중종반정 후 지평(持平)으로 복직되어 불요불굴의 정신으로 직무에 충실하여 동료간에 소주도병(燒酒陶甁)이라는 별명을 얻었다는 기록에서 소주의 역사적 일단을 볼 수 있다.
안동소주는 주식인 쌀로 만드는 술이기 때문에 안동소주 제조법이 안동지역 일부 집에서만 전승되었고 부유한 사람들이 귀한손님을 접대할 때나 선물을 보낼 때 소주를 빗어서 사용했고, 의서(醫書)에서는 소주가 약용으로 사용되었다는 기록과 함께 현재 안동 지역민의 제보에서도 상처에 소주를 상처, 배앓이, 식용증진, 소화불량에 소주를 구급처방으로 활용하기도 했다고 한다.
안동소주는 그렇게 가양주로 전승되어 오다 1920년 안동시에 공장을 세워 ‘제비원소주’라는 상표로 상품화되었다가 1962년 주세법 개정으로 순곡소주 생산이 금지되어 생산이 중단되었다. 그뒤 1987년에 와서 안동소주 제조비법이 무형문화재로 지정되고 조옥화씨가 기능보유자로 인정되면서 1990년 민속주로 생산과 판매가 다시 이루어졌다.

## 다른 지역 민속주
- 법주
- 문배주
- 이강주
- 한산소곡주

## 참고 문헌
1. 1 2 3  안동소주 보관됨 2009-12-21 - 웨이백 머신, 안동소주몰 보관됨 2017-06-03 - 웨이백 머신, 명인 안동소주 보관됨 2017-06-25 - 웨이백 머신
2. ↑  “민속주 안동소주 (경북무형문화재12호, 전통식품명인20호 조옥화 할머니가 만듭니다)”. 2009년 12월 21일에 원본 문서에서 보존된 문서. 2009년 12월 29일에 확인함.
3. ↑  배영동《지방사와 지방문화》,380p
4. ↑  문화재청